# Francisco Ferrer Guardia
Francisco Ferrer Guardia (Alella, 14 de enero de 1859-Barcelona, 13 de octubre de 1909) fue un pedagogo, anarquista y librepensador español. Fue condenado a muerte por un consejo de guerra que lo acusó de haber sido uno de los instigadores de los sucesos de la Semana Trágica de Barcelona de julio de 1909. Su condena a muerte y posterior ejecución levantaron una oleada de protestas por toda Europa y por América, y también en España, que acabaron provocando la caída del gobierno de Maura.
Ferrer Guardia recogió la tradición moderna iniciada por Rousseau en el siglo XVIII —contraria a la autoridad y a la cosmovisión religiosa—, para adaptarla al anarquismo y el librepensamiento que florecía en las ciudades industriales.

## Biografía

### Primeros años
A pesar de la disparidad de fuentes que apuntan a su nacimiento el 10 de enero, según el registro parroquial Francisco Ferrer Guardia nació el 14 de enero de 1859 en Alella, en la comarca de El Maresme (provincia de Barcelona). Sus padres, Jaume Ferrer y Maria Àngels Guàrdia, eran campesinos acomodados, propietarios de la masía Boter (Coma Clara). Dos días después, el 16 de enero, fue bautizado con los nombres de Francisco, Joan y Ramon en la iglesia de Sant Feliu de Alella. De familia muy católica y monárquica, Ferrer y su hermano Josep reaccionaron como anticlericales y Ferrer ingresó en la logia masónica Verdad de Barcelona. A sus catorce años de edad, fue enviado por la familia a trabajar a Barcelona, donde entró como aprendiz en un comercio de harinas en el barrio de San Martín de Provensals, cuyo dueño lo inscribió en clases nocturnas y lo inició en los ideales republicanos. De formación autodidacta, estudió a fondo la doctrina de Francisco Pi y Margall y las tesis internacionalistas.

### Acercamiento al anarquismo
En 1883 entra a trabajar como revisor en la línea de ferrocarril Barcelona-Cerbère, lo que aprovecha para ejercer de enlace con Ruiz Zorrilla, de cuyo Partido Republicano Progresista era militante. Apoyó en 1886 el pronunciamiento militar del general Villacampa, partidario de Ruiz Zorrilla, cuya finalidad era proclamar la República, pero al fracasar este tuvo que exiliarse en París, acompañado de Teresa Sanmartí, con la que tendría cuatro hijos. Subsistió dando clases de español y ejerciendo como secretario sin sueldo de Ruiz Zorrilla. Hasta la década de 1890 continuó siendo republicano, empezando entonces a interesarse por el anarquismo. Participó en 1892 en el Congreso Universal de Librepensamiento organizado en Madrid (también conocido como Congreso Librepensador Madrid de 1892) por la Federación Internacional de Librepensamiento (con sede en Bruselas)
En 1893 se separa de Teresina, quien por despecho y en desacuerdo por la custodia de sus dos hijas mayores, le dispara con un revólver el 12 de junio de 1894, sin fatales consecuencias. Ferrer no puso denuncia. De 1895 a 1898 sigue impartiendo clases en el Liceo L'Espagnol pratique.

### Escuela Moderna y pedagogías libertarias

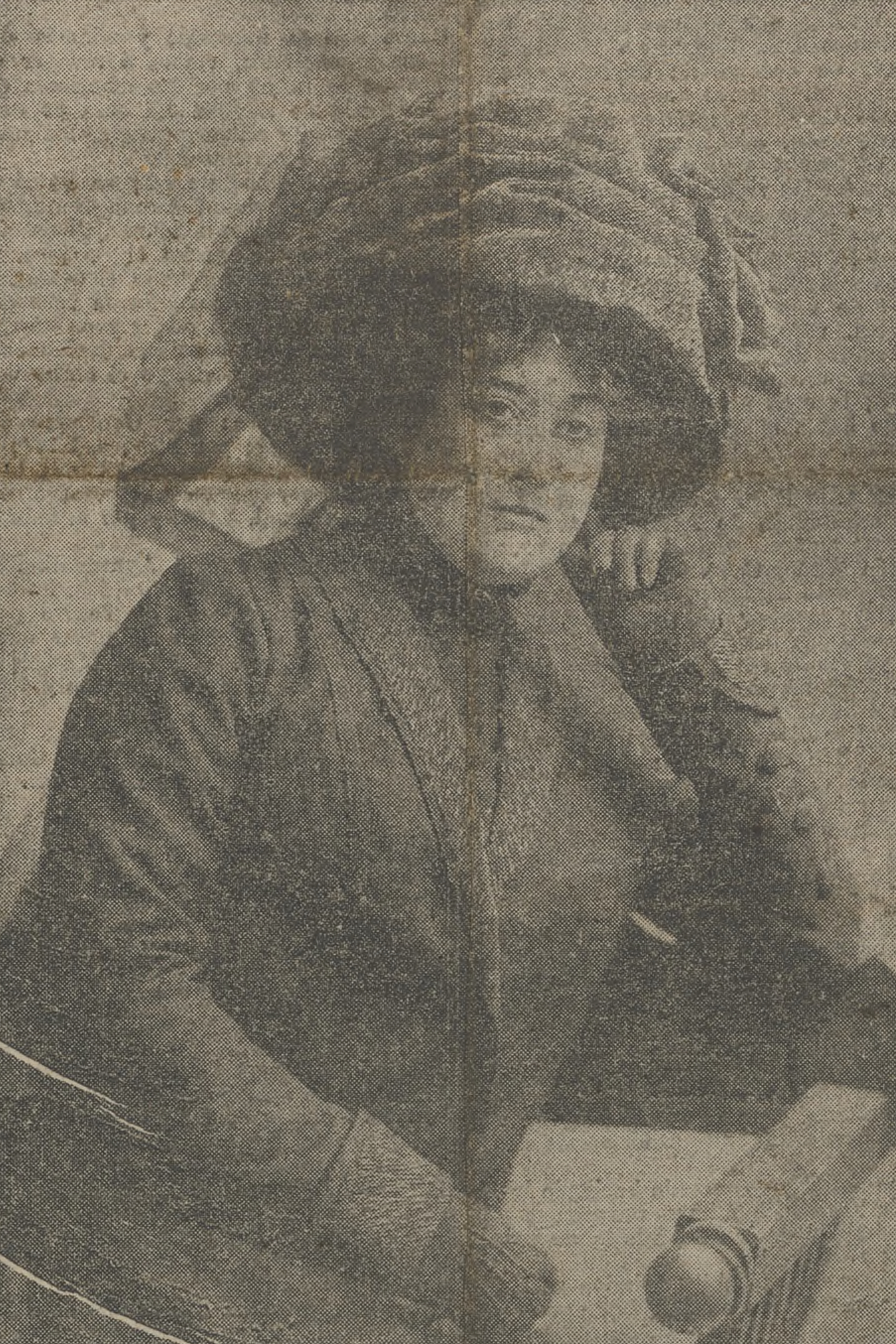
Soledad Villafranca

En 1899 se casó con Leopoldine Bonnard, maestra librepensadora, con la que recorre Europa. Este tiempo lo aprovechó para concebir los conceptos educativos anarquistas que luego aplicaría en España en sus proyectos, y conoce a un grupo de anarquistas y anarcosindicalistas (Jean Grave, Jean Jaurés, Federico Urales o Anselmo Lorenzo), que le influyen decisivamente en su pensamiento. Una cuantiosa herencia (un millón de francos) de una antigua alumna, Ernestina Meunier, hizo posible que pudiera llevar a cabo su proyecto en Barcelona, donde inauguró en agosto de 1901 la Escuela Moderna, en la línea de la pedagogía libertaria que le acarreó la enemistad con los sectores conservadores y con la Iglesia católica, que veían en estas escuelas laicas una amenaza a sus intereses, como dueños en exclusiva de la educación en España. En ese círculo conocería a Soledad Villafranca Los Arcos que desde finales de 1905 hasta su muerte sería ya su compañera, a la que legaría la Escuela Nueva de "Mas Germinal".
La Escuela Moderna promovida por Ferrer funcionó intermitentemente en Barcelona desde 1901 hasta 1909, período en el cual se clausura repetidas veces y sufre la persecución de los sectores políticos y religiosos más conservadores de la ciudad. Tuvo escolarizados a más de un centenar de niños de ambos sexos, practicándose así la coeducación, algo nuevo e insólito en aquellos tiempos, complementándose con la publicación de un boletín, charlas y una universidad popular para los adultos, recitales y teatro. Siguiendo una pedagógica similar a su contemporánea, la Institución Libre de Enseñanza, en sus aulas no se impartían enseñanzas religiosas, pero sí científicas y humanistas, se fomentaba la no competitividad, el pensamiento libre e individual (es decir, no condicionado), el excursionismo al campo y el desarrollo integral del niño. Durante todo el primer tercio del siglo XX, muchas escuelas, ateneos libertarios y universidades populares seguirían los planteamientos ‘ferrerianos’ de la Escuela Moderna.

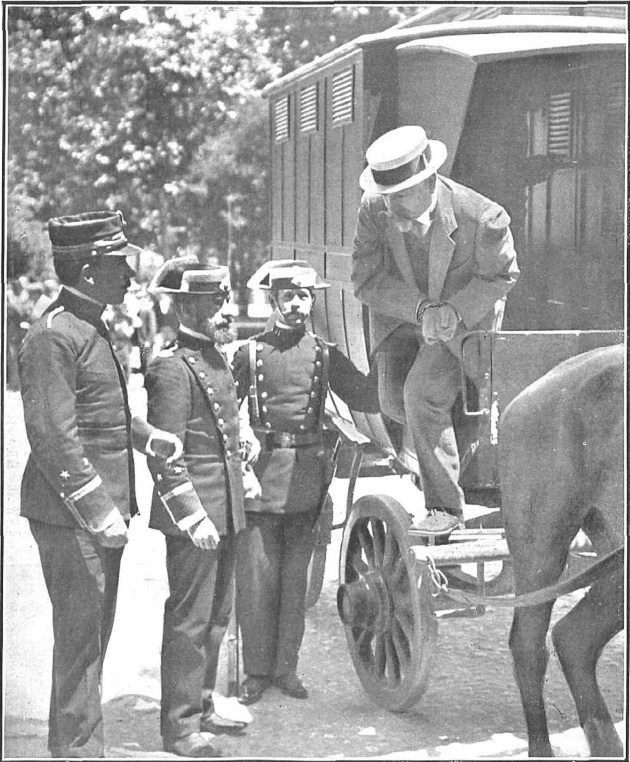
Fotografía de Campúa en Nuevo Mundo (6 de junio de 1907): Ferrer Guardia, procesado en el caso del atentado contra Alfonso XIII de 1906 de la calle Mayor, en el momento de ser llevado ante la audiencia.

A finales de 1905 se habría ofrecido a ayudar económicamente a José Nakens mediante la compra de libros, pero el publicista republicano habría rechazado la oferta por diferencias ideológicas. Partidario de la huelga como arma revolucionaria, editó el periódico La Huelga General, hasta que en 1906 Mateo Morral, traductor y bibliotecario de su centro educativo, perpetró el atentado frustrado contra Alfonso XIII. Esto tuvo como consecuencia para Ferrer el cierre y varios meses de encarcelamiento acusado de complicidad, al término de los cuales fue liberado. Intentó volver a abrir la Escuela Moderna, pero no le fue posible, y al año siguiente se trasladó a Francia y a Bélgica; en este último país fundó la Liga Internacional para la Educación Racional de la Infancia, cuyo presidente honorario era Anatole France. En 1908 edita la revista de la Liga L'Ecole rénovée en Bruselas, pero posteriormente la traslada a París, donde retoma la actividad de su editorial y continúa editando el boletín de la Escuela Moderna. Llegó a ser de la creencia de que la figura de Alejandro Lerroux sería la que encarnaba en la arena política los «principios revolucionarios».

### Fallecimiento y homenajes
En 1909 Barcelona era un polvorín: el gobierno había puesto en marcha otro capítulo de lo que será la catastrófica sangría de la guerra con Marruecos para la que se necesita reclutar más soldados. La leva solo afectó a los reservistas más pobres, pues los hijos de la burguesía y de los ricos quedaba liberada pagando una cuota. La provocación gubernamental y el ambiente concienciado sociopolíticamente de la Barcelona industrial provocó grandes disturbios en la Ciudad Condal que produjo el episodio de la Semana Trágica. En junio de 1909 Ferrer había vuelto de Inglaterra para ver a su cuñada y sobrina enfermas en Montgat. Estando en Barcelona es detenido, acusado de haber sido el instigador de la dramática revuelta, con el pretexto de su antigua vinculación con Mateo Morral.
Todos los estudios coinciden en que Ferrer Guardia no tuvo relación con los hechos, pero que una serie de instituciones interesadas lo escogieron como chivo expiatorio para que los tribunales militares lo acusaran y condenasen sin pruebas. Así, el proceso de Ferrer Guardia estuvo lleno de arbitrariedades e irregularidades, farsa contra la que poco o nada pudo hacer su abogado defensor, el capitán Francisco Galcerán Ferrer: ninguna de las declaraciones era precisa y siempre hablaban a través de terceras personas que decían haber visto a Ferrer dirigiendo el incendio de edificios religiosos, etc. En la instrucción no se recogió ningún testimonio favorable al acusado y durante el juicio no pudo ser citado ningún testigo de descargo (algunos de los familiares y amigos de Ferrer habían sido desterrados a Alcañiz). En la acusación se incluyeron hechos y acciones de veinte años antes. Durante la elaboración del sumario careció de abogado, y cuando lo tuvo, sólo dispuso de veinticuatro horas para leer los 600 folios de que constaba. Por otro lado, las partes del sumario más desfavorables a Ferrer fueron filtradas a los periódicos conservadores (La Vanguardia, El Correo Catalán, El Noticiero Universal, El Universo o el semanario Cu-Cut!, próximo a la Lliga Regionalista), alimentando así la campaña de prensa que habían iniciado al día siguiente de su detención, el 31 de agosto, y que continuaría incluso después de haber sido ejecutado. Su finalidad era intentar demostrar que Ferrer Guardia había sido el “director” e “inductor” de la rebelión de la Semana Trágica, para contrarrestar también así el inmediato movimiento internacional de repulsa contra el procesamiento de Ferrer.

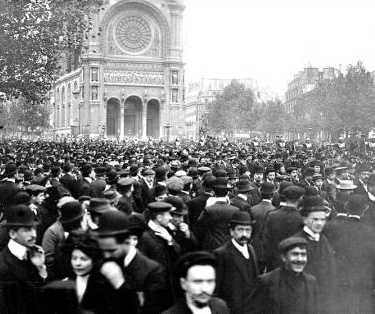
Protesta en París por la ejecución de Ferrer Guardia (17 de octubre de 1909).

La propia hija de Ferrer le envió una carta al rey Alfonso XIII pidiendo clemencia para su padre, pero no obtuvo respuesta.

Rey muy cristiano que para un pueblo caballeroso simboliza la generosidad y la omnipotencia, no rechazad la humilde y ardiente súplica de la hija de Ferrer. Oh Rey que, como Dios mismo, podéis disponer de la vida o de la muerte, disipad por un arranque de vuestro noble corazón la amargura de mi alma y escuchad la humilde y ardiente súplica.

Ferrer, declarado culpable ante un tribunal militar, sería fusilado cuatro días después de la sentencia, a las 9 de la mañana del 13 de octubre de 1909 en el foso de Santa Amalia de la prisión del castillo de Montjuic. Sus últimas palabras fueron «¡Viva la Escuela Moderna!».
La reacción al proceso contra Ferrer Guardia provocó una gran agitación en la intelectualidad extranjera, si bien en la contraparte española no habría apenas eco, contando Ferrer eso sí con el apoyo de personajes como Joan Maragall, Gabriel Alomar y Luis Simarro, autor este último de El proceso Ferrer y la opinión europea (1910). Entre los desafectos a la causa de Ferrer se encontraron Unamuno y Azorín, que atacaron lo que consideraban una campaña antiespañola en la prensa europea. El proceso contra Ferrer ha llegado a ser interpretado en clave de caso Dreyfus español. Unamuno tuvo palabras muy duras con Ferrer Guardia, tanto en público como en privado, llegando a calificarle por carta a un tercero de «mamarracho», «mezcla de loco, tonto y criminal cobarde» y «monomaniaco con delirios de grandezas y erostratismo».

A raíz del proceso y ejecución de Ferrer Guardia, The Times dijo: «Por negligencia o estupidez, el gobierno ha confundido la libertad de instrucción y conciencia, el derecho innato a razonar y expresar su pensamiento, con el derecho de oposición, asimilándolo a una agitación criminal»... Anatole France en carta abierta afirmaba: «Su crimen es el de ser republicano, socialista, librepensador; su crimen es haber creado la enseñanza laica en Barcelona, instruido a millares de niños en la moral independiente, su crimen es haber fundado escuelas»; y William Archer: «Toda la vida activa de Ferrer habría hecho menos daño al catolicismo español que el que le hace en la actualidad la mera mención de su nombre».

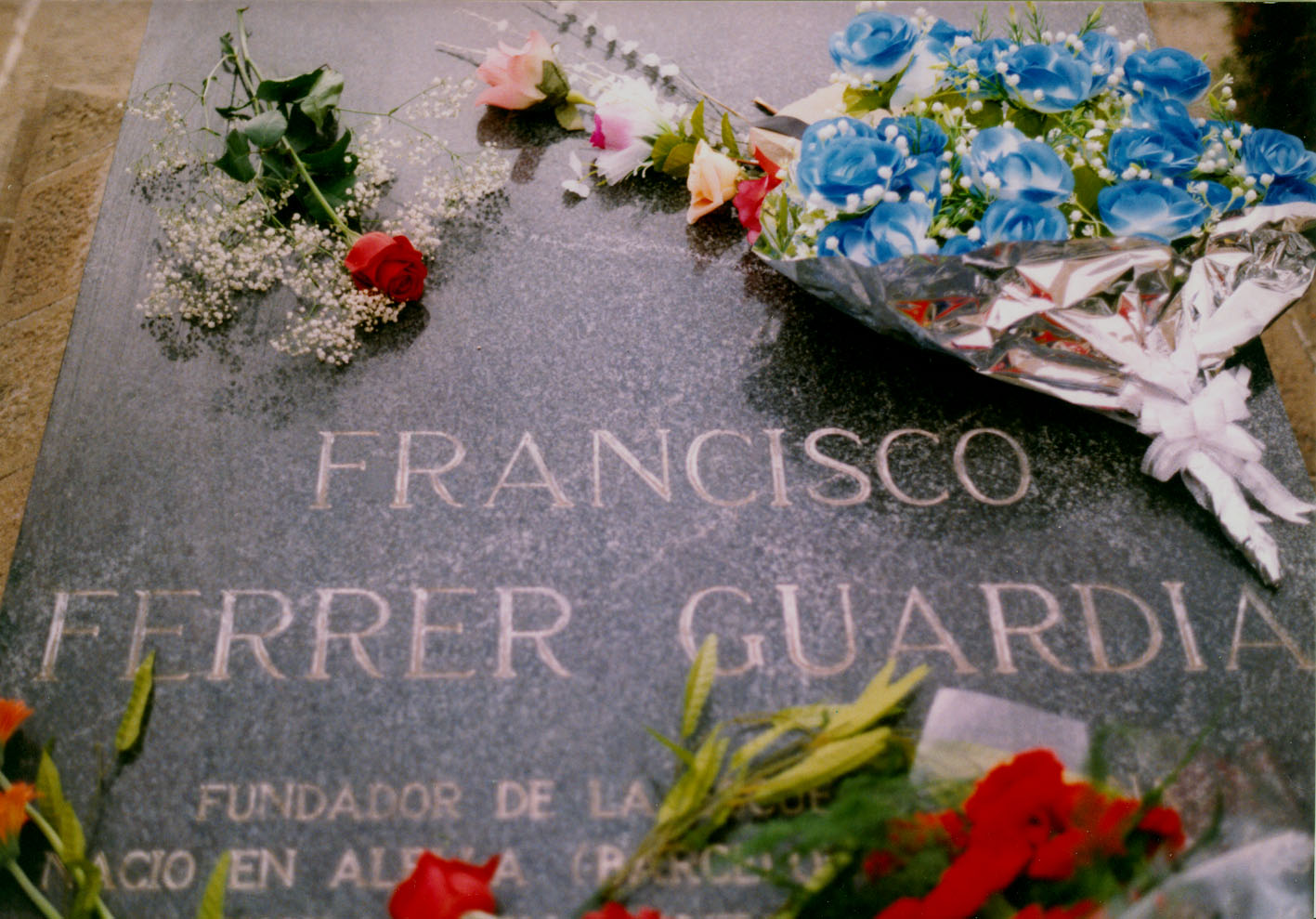
Lápida en el cementerio de Montjuic

En dos ocasiones por lo menos, en julio de 1910 y en marzo-abril de 1911, se debatió en el Congreso de los Diputados de Madrid la petición de revisión del proceso a Ferrer Guardia (y su consiguiente rehabilitación), apoyada por los diputados republicanos y por el diputado socialista Pablo Iglesias, pero en ambas fue rechazada gracias a los votos de los dos partidos dinásticos, el Conservador y el Liberal, y los de la Liga Regionalista. En diciembre de 1911 el Consejo Supremo de Guerra revocó la parte de la sentencia que había determinado la confiscación de todos los bienes de Ferrer Guardia por considerarlo el «responsable civil» de los incendios y los saqueos de la Semana Trágica, por lo que fueron devueltos a sus herederos.
Un sobrino suyo, Miguel Salellas Ferrer, fue tradicionalista y concejal del Ayuntamiento de Barcelona en los años 20.

## Obras

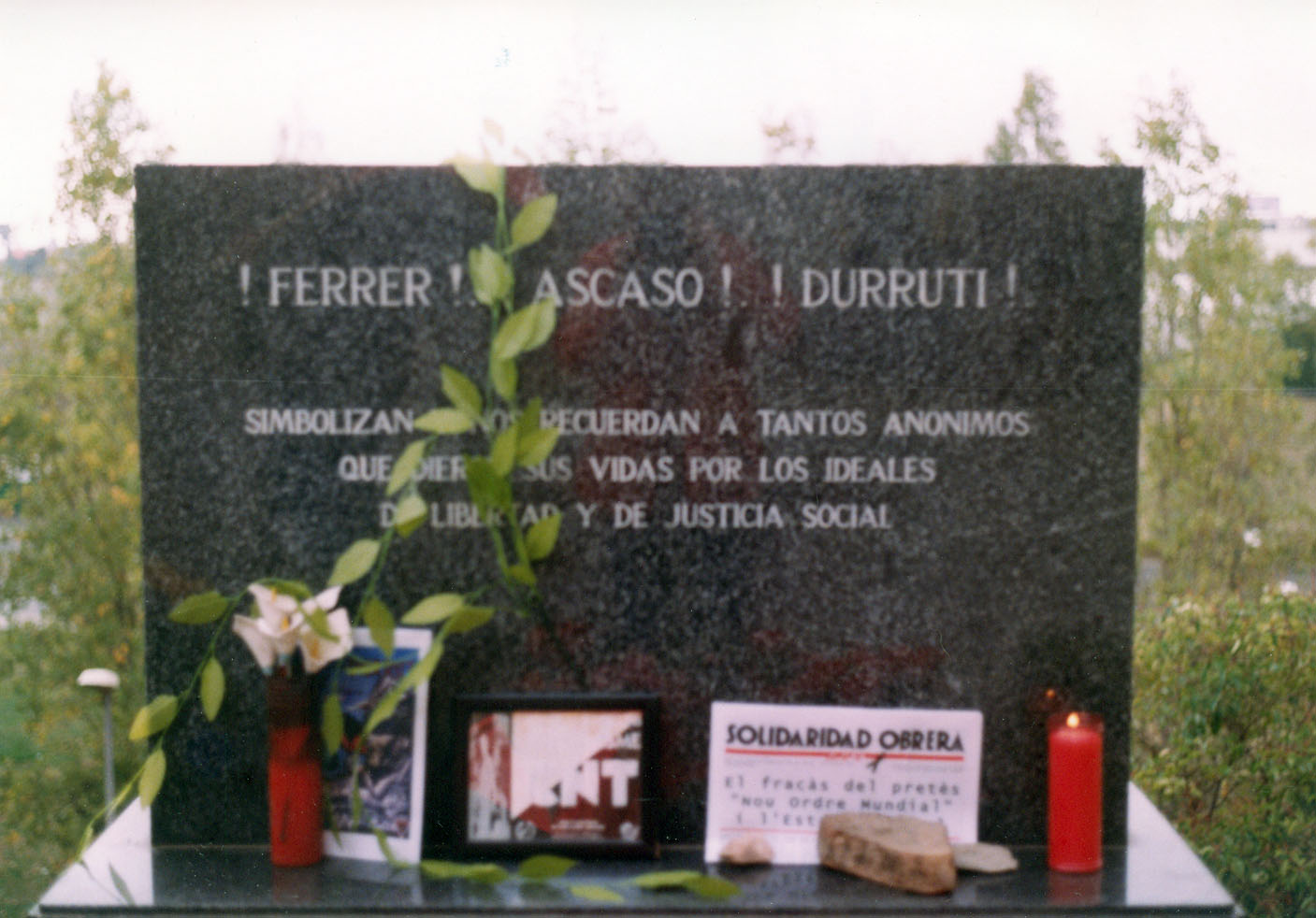
Lápida en el cementerio de Montjuic en memoria a los anarquistas Durruti, Ascaso y Ferrer.

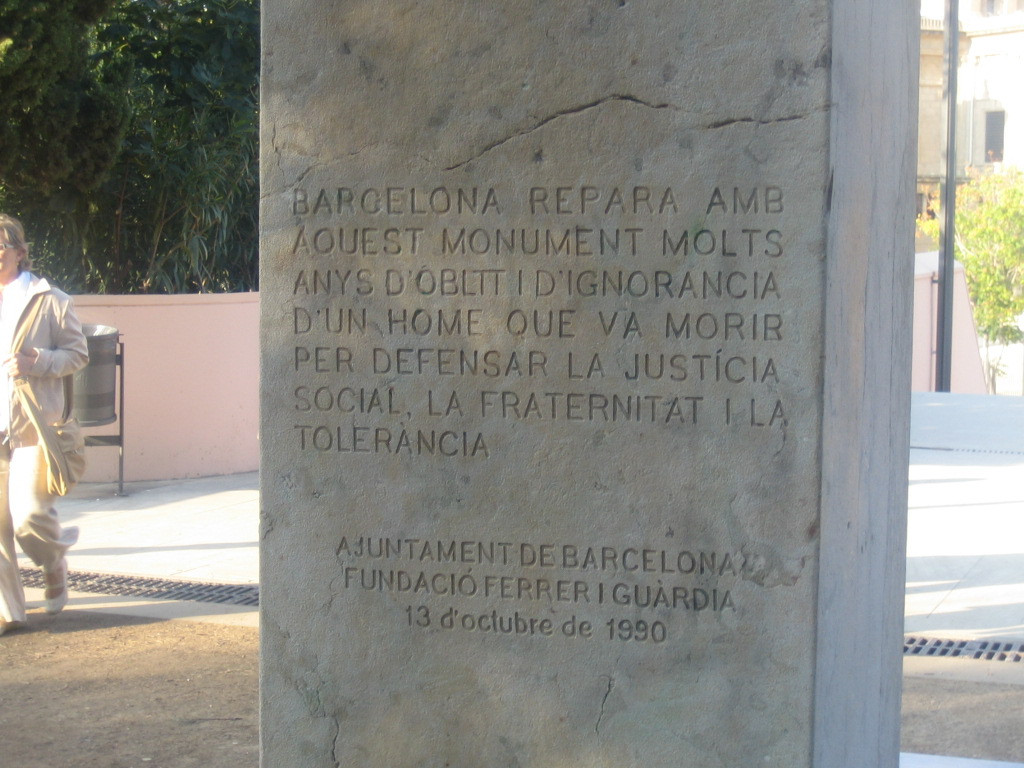
Monolito en la montaña de Montjuic de Barcelona.

Su obra más conocida es La Escuela Moderna, publicada de forma póstuma.
- L´espagnol practique (1895)
- Enseigné par la methode Ferrer (1895)
- Los pecados capitales (1900)
- Cuento ateo (1900)
- Ferrer y la Huelga General (1909)
- La Escuela Moderna: póstuma explicación y alcance de la enseñanza racionalista (1910)

## Fundación Ferrer i Guardia
La Fundación Ferrer y Guardia, actualmente custodia el archivo personal de Ferrer y las Publicaciones de la Escuela Moderna, donados a la Fundación por sus herederos.
Además de la Fundación Francisco Ferrer i Guardia situada en Barcelona, diversos emplazamientos públicos e instituciones culturales y educativas llevan su nombre, como un Instituto de Educación Secundaria en Sant Joan Despí y otro en Valencia.

## Cultura popular
Durante la Guerra Civil, el Teatro Borrás de Barcelona llevó su nombre, junto al Aribau Club, que, construido por los sindicalistas libertarios, se inauguró con el nombre de Durruti, y el desaparecido cine Vergara, que se inauguró con el nombre de Ascaso, formando la denominada trilogía de los «mártires» de la causa anarquista, como indica la lápida construida en el cementerio de Montjuic de Barcelona.
En la montaña de Montjuich de Barcelona existe un monolito y una estatua colocados en 1990 como reconocimiento público de la ciudad de Barcelona a Ferrer Guardia. La colocación de este monumento fue impulsado por la Fundación Francisco Ferrer Guardia. Dicho monumento es una réplica del instalado en memoria del pedagogo anarquista en 1911 en Bruselas, exactamente en la Avenida «Franklin Roosevelt», frente a la Universidad Libre de la capital belga.